# 아리아 인종

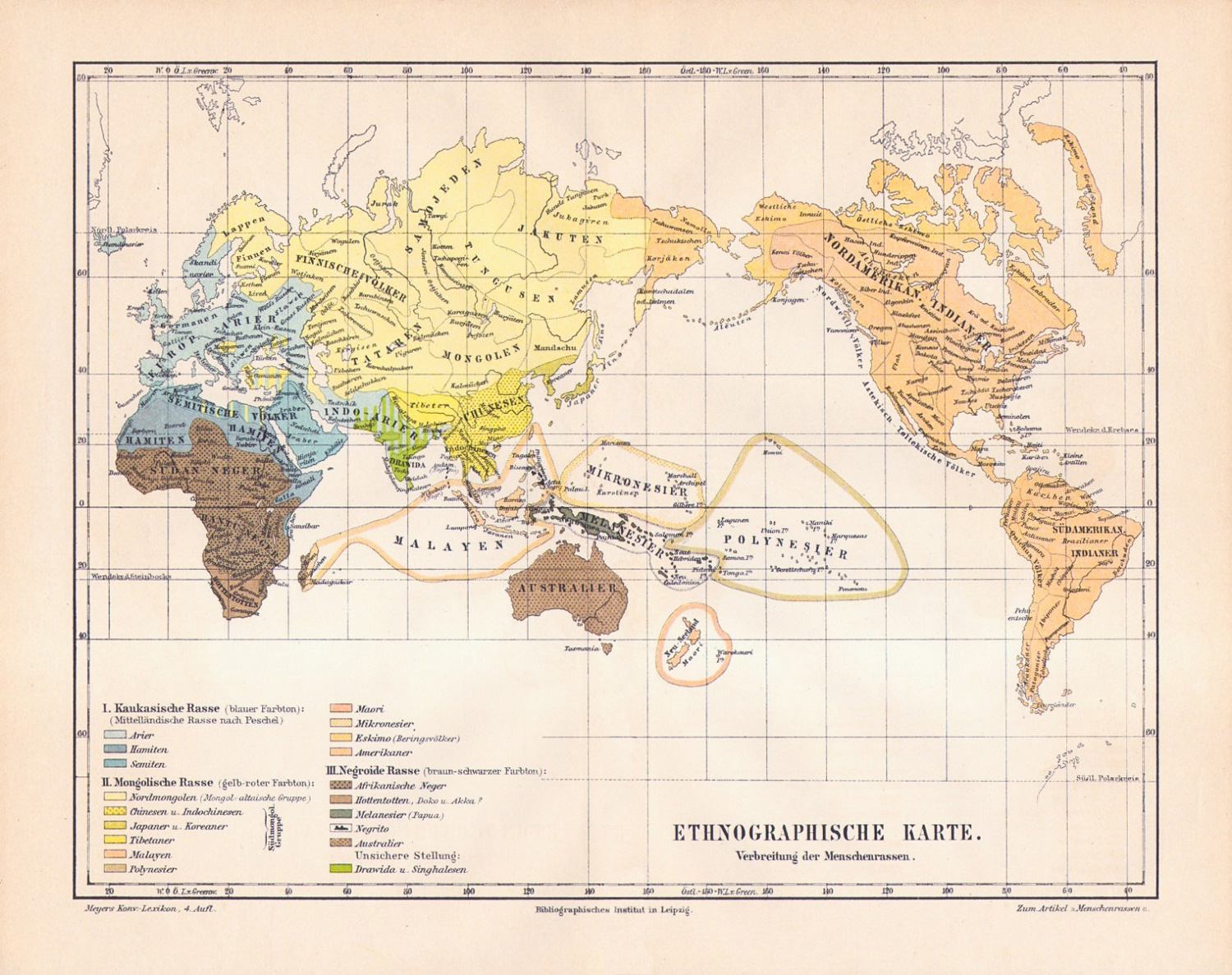
Meyers Konversationslexikon (1885–1890년 라이프치히)의 제4차 편집판은 "아리아인", "셈족", "함족"을 포함시킨 "코카서스 인종" (회색빛깔의 청록색 음영)을 나타내고 있다. "아리아인"은 "유럽 아리아인"과 "인도 아리아인" ("인도아리아인"이라는 용어는 당시에 오늘날 인도이란인이라 불리는 이들을 나타낼 때 쓰였다)으로 더욱 세부 구분되었다.

아리아 인종(Aryan Race)은 19세기 말에 원시 인도유럽인에서 유래한 민족들을 하나의 인종적 분류로 설명하기 위해 등장한 구식 인종 개념이다. 현대 인도이란인들이 "고귀하다"는 의미로 사용하던 자칭인 "아리아인"이라는 말을 따온 것이다.
이 개념은 초기 원시 인도유럽어 화자들과 현재까지 이어진 이들의 후손들이 뚜렷한 코카서스 인종이나 그 아인종을 구성한다는 견해에서 유래한 것이다. 이러한 분류학적 접근 방식은 인류 집단 간의 유전적 유사성과 복잡한 상호 관계를 무시한 것으로서 오늘날에는 오류로 여겨진다.

## 같이 보기
- 과학적 인종주의
- 밀교적 신나치주의
- 적극적 기독교